# Afrostelis tegularis
Afrostelis tegularis är en biart som beskrevs av Cockerell 1931. Afrostelis tegularis ingår i släktet Afrostelis och familjen buksamlarbin. Inga underarter finns listade i Catalogue of Life.